# فریجنتو
فریجنتو (به ایتالیایی: Frigento) یک کومونه در ایتالیا است که در استان آولینو واقع شده‌است.

## خصوصیات
فریجنتو ۳۷٫۷۵ کیلومترمربع مساحت و ۴٬۰۰۵ نفر جمعیت دارد و ۹۱۱ متر بالاتر از سطح دریا واقع شده‌است.

## خواهرخوانده
شهر Serra de' Conti خواهرخواندهٔ فریجنتو هست.